# Michael Gwisdek
Michael Gwisdek (Weissensee (Berlin), 14 de enero de 1942-22 de septiembre de 2020) fue un actor y director de cine y teatro alemán.

## Biografía
Gwisdek comenzó en 1965 su formación en la Academia de Arte Dramático Ernst Busch, en la RDA. Inició su carrera artística en el teatro y en el cine, en los años setenta, actuando primero en diversos escenarios en Karl-Marx-Stadt, y posteriormente en los teatros berlineses de Deutsches Theater y en la Volksbühne.
Gwisdek participó en más de setenta películas, algunas eran comedias. Entre las películas más conocidas destacan Good Bye, Lenin!, Boxhagener Platz, Nachtgestalten  y Oh Boy, Tu hermano desconocido (1982), y Olle Henry (1984).
Debutó como director con la película Treffen in Travers, estrenada en 1988, en la que tiene un papel principal junto a Corinna Harfouch. Recibió el Oso de Plata otorgado por el Festival de Cine de Berlín en la categoría de mejor actor principal, por la interpretación en la película Nachtgestalten.
En 1990 obtuvo el premio en el 6.° Festival Nacional de Cine del premio de la RDA a la mejor película.
Se incorporó a La Escena del Crimen. Sus actuaciones teatrales le hicieron ganar varios premios. Michael Gwisdek también fue galardonado con el Premio Ernst Lubitsch. 
Gwisdek contrajo matrimonio con Corinna Harfouch, con quien tuvo dos hijos. Residía en las afueras de Berlín. 
Falleció el 22 de septiembre de 2020 a causa de una enfermedad.

## Filmografía

### Cine
| - 1968: Die Toten bleiben jung – Director: Joachim Kunert - 1968: Spur des Falken – Director: Gottfried Kolditz - 1969: Weiße Wölfe – Director: Konrad Petzold - 1969: Jungfer, Sie gefällt mir – Director: Günter Reisch - 1974: Hostess – Director: Rolf Römer - 1975: Till Eulenspiegel – Director: Rainer Simon - 1976: Mann gegen Mann – Director: Kurt Maetzig - 1979: Zünd an, es kommt die Feuerwehr – Director: Rainer Simon - 1979: Addio, piccola mia – Director: Lothar Warneke - 1981/1988: Jadup und Boel – Director: Rainer Simon - 1981: Die Stunde der Töchter – Director: Erwin Stranka - 1982: Dein unbekannter Bruder – Director: Ulrich Weiß - 1982: Märkische Forschungen – Director: Roland Gräf - 1983: Olle Henry – Director: Ulrich Weiß - 1984: Der Fall Bachmeier – Keine Zeit für Tränen – Director: Hark Bohm - 1984: Ärztinnen – Director: Horst Seemann - 1985: Hälfte des Lebens – Director: Herrmann Zschoche - 1987: Der kleine Staatsanwalt – Director: Hark Bohm - 1988: Die Schauspielerin –Director: Siegfried Kühn - 1988: Yasemin – Director: Hark Bohm - 1989: Pestalozzis Berg – Director: Peter von Gunten - 1989: Treffen in Travers – Director: Michael Gwisdek - 1989: Coming Out – Director: Heiner Carow - 1991: Der Tangospieler – Director: Roland Gräf - 1991: Farßmann oder Zu Fuß in die Sackgasse – Director: Roland Oehme - 1991: Der Verdacht – Director: Frank Beyer - 1991: Das Heimweh des Walerjan Wrobel – Director: Rolf Schübel - 1992: Die Spur des Bernsteinzimmers – Director: Roland Gräf - 1994: Wachtmeister Zumbühl – Director: Urs Odermatt - 1994: Abschied von Agnes – Director: Michael Gwisdek - 1998: Sieben Monde – Director: Peter Fratzscher | - 1998: Das Mambospiel – Director: Michael Gwisdek - 1999: Nachtgestalten – Director: Andreas Dresen - 2000: Freunde – Director: Martin Eigler - 2000: Die Unberührbare – Director: Oskar Roehler - 2002: Vaya con Dios – Director: Zoltan Spirandelli - 2003: Good Bye, Lenin! – Director: Wolfgang Becker - 2003: Herr Lehmann – Director: Leander Haußmann - 2004: Kleinruppin forever – Director: Carsten Fiebeler - 2005: Almost Heaven – Director: Ed Herzog - 2005: Barfuss – Director: Til Schweiger - 2006: Reine Formsache – Director: Ralf Huettner - 2006: Las partículas elementales – Director: Oskar Roehler - 2008: Der Baader Meinhof Komplex (El complejo de Baader Meinhof) – Director: Uli Edel - 2009: Männersache – Director: Gernot Roll - 2009: Hilde – Director: Kai Wessel - 2009: Hinter Kaifeck – Director: Esther Gronenborn - 2010: Boxhagener Platz – Director: Matti Geschonneck - 2010: Vater Morgana – Director: Till Endemann - 2010: El día que no nací – Director: Florian Cossen - 2012: Anleitung zum Unglücklichsein – Director: Sherry Hormann - 2012: Jesus liebt mich – Director: Florian David Fitz - 2012: Oh Boy – Director: Jan-Ole Gerster - 2012: Die Abenteuer des Huck Finn – Director: Hermine Huntgeburth - 2013: Hai-Alarm am Müggelsee – Director: Leander Haußmann y Sven Regener - 2014: Vaterfreuden – Director: Matthias Schweighöfer - 2014: Miss Sixty – Director: Sigrid Hoerner - 2014: Männerhort – Director: Franziska Meyer Price - 2015: Heil – Director: Dietrich Brüggemann - 2016: Kundschafter des Friedens – Director: Robert Thalheim - 2018: Das schweigende Klassenzimmer – Director: Lars Kraume - 2019: Traumfabrik – Director: Martin Schreier |

### Televisión (selección)
| - 1969/1977: Die seltsame Reise des Alois Fingerlein (Theateraufzeichnung) - 1973: Stülpner-Legende (Fernsehfilm) – Director: Walter Beck - 1974: Das Schilfrohr – Director: Joachim Kunert - 1976: Polizeiruf 110: Der Fensterstecher – Director: Hans Knötzsch - 1977: Schach von Wuthenow – Director: Richard Engel - 1979: Der Menschenhasser (Theateraufzeichnung) - 1980: Muhme Mehle – Director: Thomas Langhoff - 1981: Das unsichtbare Visier: Feuerdrachen – Director: Peter Hagen - 1982: Stella – Director: Thomas Langhoff - 1987: Sansibar oder der Letzte Grund – Director: Bernhard Wicki - 1988: Polizeiruf 110: Eifersucht – Director: Bernd Böhlich - 1992: Hotel Deutschland – Director: Stefan Paul - 1995: Der Mann auf der Bettkante – Director: Christoph Eichhorn - 1996: Tatort: Wer nicht schweigt, muß sterben – Director: Hans Werner - 1996: Tatort: Der Phoenix-Deal – Director: Peter Ristau - 1996: Zerrissene Herzen – Director: Urs Odermatt - 1997: Napoleon Fritz – Director: Thorsten Näter - 1998: Tatort: Ein Hauch von Hollywood – Director: Urs Odermatt - 1998–2007: Der letzte Zeuge, 73 Episoden – Director: Bernhard Stephan - 2000: Donna Leon – Venezianische Scharade – Director: Christian von Castelberg - 2000: Der Bulle von Tölz: Mord im Chor – Director: Hans Werner - 2002: Tatort: Schlaraffenland – Director: Nina Grosse - 2002: Wer liebt, hat Recht – Director: Matti Geschonneck - 2003: Bella Block: Tödliche Nähe – Director: Christiane Balthasar - 2004: Das blaue Wunder – Director: Peter Kahane - 2004: Sterne leuchten auch am Tag – Director: Roland Suso Richter - 2005: Hölle im Kopf – Director: Johannes Grieser - 2005: Das Traumhotel – Überraschung in Mexiko – Director: Marco Serafini - 2005: Die Luftbrücke – Nur der Himmel war frei – Director: Dror Zahavi - 2007: Tatort: Macht der Angst – Director: Florian Baxmeyer | - 2007: Die Schatzinsel – Director: Hansjörg Thurn - 2007: Pornorama – Director: Marc Rothemund - 2008: Das Wunder von Berlin (Fernsehfilm) – Director: Roland Suso Richter - 2008: Die Anwälte Folge: Die kleinen Dinge – Director: Züli Aladag - 2008: Wenn wir uns begegnen – Director: Sigi Rothemund - 2009: Die Blücherbande – Director: Udo Witte - 2009: Tatort: Schiffe versenken – Director: Florian Baxmeyer - 2009: Männersache – Director: Gernot Roll - 2010: Die Prinzessin auf der Erbse – Director: Bodo Fürneisen - 2010: Donna Leon – Lasset die Kinder zu mir kommen – Director: Sigi Rothemund - 2011: Schicksalsjahre – Director: Miguel Alexandre - 2011: Visus – Expedition Arche Noah – Director: Tobi Baumann - 2012: Schmidt & Schwarz – Director: Jan Ruzicka - 2013: Flaschenpost an meinen Mann – Director: Sibylle Tafel - 2014: Für immer ein Mörder – Der Fall Ritter – Director: Johannes Grieser - 2014: Die letzten Millionen – Director: Udo Witte - 2014: Altersglühen – Speed Dating für Senioren – Director: Jan Georg Schütte - 2014: Alle unter eine Tanne – Director: Oliver Schmitz - 2015: Schuld nach Ferdinand von Schirach: Volksfest – Director: Hannu Salonen - 2015: Eins ist nicht von dir – Director: Udo Witte - 2015: Mein Schwiegervater, der Stinkstiefel – Director: Sven Bohse - 2015: Unser Traum von Kanada: Alles auf Anfang – Director: Michael Wenning - 2016: Das Traumschiff – Palau – Director: Stefan Bartmann - 2018: In aller Freundschaft: Zwei Herzen – Director: Franziska Hörisch - 2019: Dead End (Fernsehserie, vier Folgen) – Director: Christopher Schier - 2019: Eichwald, MdB (Fernsehserie, Staffel 2, eine Episode) – Director: Fabian Möhrke - 2019: So einfach stirbt man nicht – Director: Maria von Heland - 2019: Das Traumschiff: Antigua – Director: Berno Kürten |

### Teatro
- 1974: Francisco Pereira da Silva: Speckhut – Director: Manfred Karge/Matthias Langhoff (Volksbühne Berlin)
- 1974: Christoph Hein: Schlötel oder Was solls – Director: Manfred Karge/Matthias Langhoff (Volksbühne Berlin)
- 1980: Georg Kaiser: Von morgens bis mitternachts (Kunstschwätzer) – Director: Uta Birnbaum (Volksbühne Berlin)
- 1988: Heiner Müller: Der Lohndrücker (Parteisekretär Schorn) – Director: Heiner Müller (Deutsches Theater Berlin)

## Premios
- 1991: Deutscher Filmpreis, por Der Tangospieler
- 1999: Oso de Plata en el Festival de cine de Berlín. Mejor actor principal en Nachtgestalten.[1]
- 2000: Premio Ernst Lubitsch, por Nachtgestalten
- 2008: Deutscher Fernsehpreis (Premio de la televisión alemana), al mejor actor en un papel secundario por Das Wunder von Berlin
- 2013: Paula-Preis des Progress Film-Verleih
- 2013: Deutscher Filmpreis, al Mejor Actor de Reparto por Oh Boy
- 2013: Goldener Ochse por su trayectoria.
- 2015: Hessischer Film- und Kinopreis, por logros especiales en el sector del cine y la televisión